# Benni Ljungbeck
Benni Ingemar Ljungbeck, (Ljungbäck i folkbokföringen) född 20 juli 1958 i Finja, är en svensk för detta brottare. Han tävlade för BK Velo, Klippans BK och Örgryte IS. Han utsågs 1975 till Stor Grabb i brottning.
Han deltog i tre olympiska spel 1980, 1984 och 1988. 1980 tog han brons i grekisk-romersk stil i 57 kg klassen. Han har varit seniortränare för det danska brottningslandslaget. 2010 blev han förbundskapten för det svenska herrlandslaget.

## Meriter
- OS 1980 3:a grekisk-romersk 57 kg[6]
- OS 1984 6:a grekisk-romersk 57 kg[6]
- OS 1988 Oplacerad grekisk-romersk 57 kg[6]